# Лаура Віноградова
Лаура Віноградова (латв. Laura Vinogradova) – латвійська письменниця, лавреат Літературної премії Європейського Союзу (2021).

## Біографія
Лаура Віноградова народилася 31.05.1984 у с. Попе Вентспілського району. Навчалася у Ризькому технічному університеті.
Свою першу книгу  під назвою «Довгоносий малюк із села Довгоносий» опублікувала у 2017 році.
Роман «Ріка», який вийшов у 2021 році, увійшов до короткого списку щорічної Латвійської літературної премії. 
Лаура Віноградова живе у Ризі та працює в Музеї літератури та музики.

## Нагороди
Літературна премія Європейського Союзу за роман «Ріка», 2021.